# Argengau

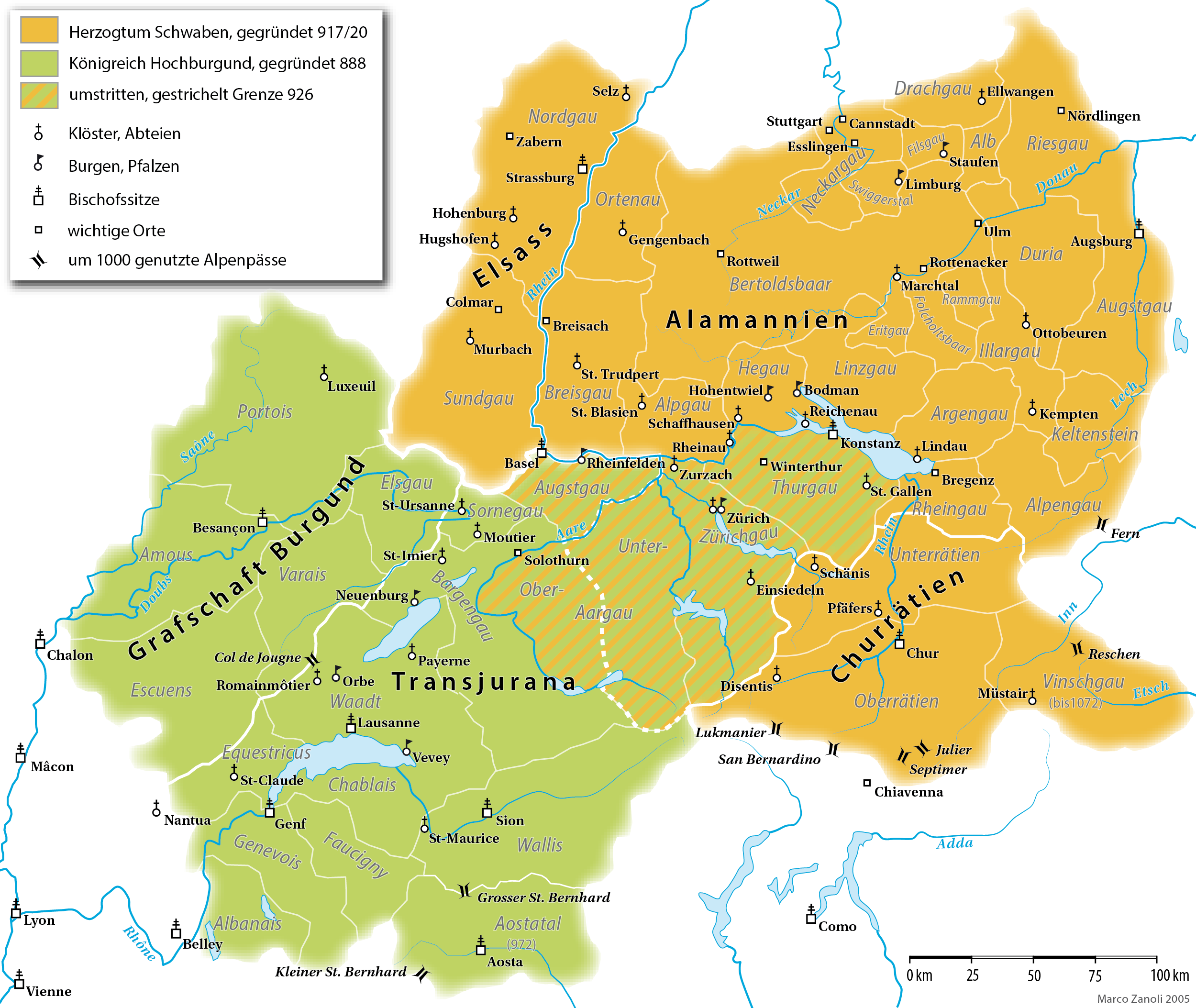
Mapa del ducat de Suàbia amb l'Argengau

Argengau fou un territori històric d'administració comtal sota la dinastia carolíngia situat a la riba nord-oriental del Bodensee (Llac de Constança) abraçant terres de les actuals Baviera i Baden-Württemberg. Per l'àrea flueix el riu que li dona nom, l'Argen. Les províncies veïnes eren l'Hegau a l'oest, el Linzgau i el Schussengau al nord, l'Illargau a l'est, i el Rheingau i Alpengau al sud. Documents dels segles VIII i IX esmenten algunes localitats de l'Argengau: Tettnang, Langenargen, Laimnau, Apflau i Haslach.
El primer comte conegut a l'Argengau és Ruthard que es considera ancestre de la nissaga dels Güelfs (documentat vers 769). A partir de 783 estava dominat com a comte per Ruadbert, possiblement un besnet del duc dels alamans Gotfrid. El seu nebot Udalric I, cunyat de Carlemany, el va seguir. El 807 es menciona en un document al seu fill Rodbert, i al voltant de 824 a un comte de nom Ruachar, d'origen desconegut. Lluís I el Pietós concedia el comtat al seu cunyat, el güelf Conrad I de Borgonya. El seu fill, Welf II, perdia la confiança de Lluís el Germànic quan amb els seus germans s'enfrontava a Carles II el Calb. Lluís establia després a Udalric III (un descendent d'Udalric I). El seu fill Udalric IV va caure en desgràcia d'Arnulf de Caríntia i perdia el dret comtal al voltant del 890.